# Antonio Lupián Zapata
Antonio de Lupián Zapata o Lupián de Zapata o Antonio de Nobis (fallecido en Ibiza en junio de 1667) fue un clérigo y cronista español que vivió en el siglo XVII, conocido por ser falsificador de documentos empleados en distintas discusiones del período. Consta que entre las técnicas que usaba para falsificar documentos estaba el someter los pergaminos al calor de hornos de manera que así parecieran más viejos.
Según José Godoy Alcántara, fue archivero de la Catedral de Burgos, de la que fue expulsado, dedicándose luego a escribir historias falsas y crear documentos antiguos. Después fijó su residencia con los benedictinos en esa misma ciudad. Más tarde se trasladó a Madrid y finalmente como pavorde de la Catedral de Ibiza (1666). Aquí, al menos por lo que indica la documentación de la que se dispone, su gestión fue correcta y firme, aunque también creó genealogías falsas para algunas familias de la isla.
La Espasa Calpe admite:

Su celebridad literaria la adquirió fingiendo documentos y cronicones, con los cuales falsificó la historia, por lo cual esta rama del saber humano padeció mucho con los trabajos de Zapata y de otros escritores como el padre Román de la Higuera.
vol. 70, p. 1004

Además se presentaba con los títulos de cronista real de Felipe IV y de notario apostólico que no constan por ningún documento.
A la dificultad de descubrir sus falsificaciones de documentos o crónicas se añade el apoyo que recibió de personajes que gozaban de crédito, tales como el monje benedictino Gregorio de Argaiz, lo cual contribuyó a dar solidez a sus invenciones y complicar la investigación histórica.
Se le cuentan los siguientes documentos u obras consideradas falsas:
- Hautberti Hispalensis chronicon cum annotationibus. Hauberto habría sido un personaje del siglo IX que escribió su crónica en el siglo IX. El crónicon de Hauberto se empleó como prueba para mostrar la mayor antigüedad de la sede de Tarragona sobre la de Zaragoza, así como para favorecer a los benedictinos en la zona.[6]
- Wallambosium Merium cum annotationibus, que es una continuación de la anterior a la muerte de Hauberto y que narra los hechos desde 919 hasta 974.[7]
- Carta de la concordia entre los abades de Gumiel y la Vid. Se trata de un documento que presenta a Domingo de Guzmán como prior del convento premonstratense de la Vid, documento «descubierto» por Zapata en 1642.[8]
- Martirologio de San Gregorio Bético
- Nobiliario de las casas de Cataluña
- Unión de la muy noble, leal e ilustre provincia de Guipuzcoa a las coronas de España.[9]
- También el descubrimiento de una supuesta lápida que indicaba que la Orden de la Merced había sido fundada cuando Jaime I tenía 20 años (1228).[10]

## Obras
- Theatro de la Santa Iglesia de Burgos, obra perdida de la que, sin embargo, hace mención el mismo Zapata cuando se presenta ante el rey Felipe IV.[11]
- Anales de Castilla en tres centurias, también incluida por Zapata en su presentación ante Felipe IV, trata del período entre la conquista musulmana hasta 1014.[12]
- Anales de Cataluña, desde que fue poblada hasta el rey Ataúlfo.[13]
- Historia del monasterio de San Millán, que no llegó a publicar.[14]
- Reyes de Sobrarbe, defendidos contra Mr. de Marcha, arzobispo de Tortosa y origen del Justicia de Aragón, breve opúsculo de 21 folios donde busca reivindicar la existencia de los reyes Garci-Ximenez, García Iñiguez, Fortún Garcés I, Sancho Garcés e Iñigo Arista.[15]
- Historia del Santuario de Santa María de Valbanera, obra también descrita en la presentación que Zapata hace a Felipe IV.[16]
- Señores de Vizcaya. Señorío incorporado en los Señores Reyes de Castilla y León, por cuya unión son numerados los Señores Reyes Católicos entre los prebendados de la metropolitana de Burgos.
- Árbol genealógico de los vizcondes de Rocaberti, obra que ya en 1676 tenía fama de no atendible.[17]
- Principes y obispos de Espanna.[18]
- De Berengaria Alphonsi regis filia primogenita vita (1665).[19][20][21]
- De los pueblos, iglesias, monasterios y hospitales de España[1]
- Dos compendios de las dicciones latinas, griegas y hebreas[1]
- España, primogénita del misterio de la Purísima Concepción de Nuestra Señora[1]
- Cronicon exiliense[1]
- Defensa por la religión Geronyma de España y su antigüedad: en que se responde a vn tratado, que el autor de la Población eclesiastica imprimió en su quarta parte, el año de mil seiscientos sesenta y nueve, contra el origen Geronymiano[22]